# 도 기호

도 기호(°, degree)는 주로 단위 기호에 사용되는 기호이다.

## 사용

### 각도
각도 단위로 쓰인다.
```
90° = 90도
```

분 기호는 ', 초 기호 "가 함께 사용된다.

### 시간
시간을 나타내는 데 사용할 수 있다. 스톱워치 등의 시간을 표시하기 위하여 사용되며, 의료 분야에서도 사용된다.
```
16°20'12" = 16:20:12 = 16시간 20분 12초
```

### 온도
라틴어와 함께 온도 단위로도 쓰인다.
- 섭씨 °C (°C)
- 화씨 °F (°F)
- 뉴턴도 °N

열역학적 온도 단위 중 하나인 켈빈(절대온도)도 한때는 "°K"라고 썼으나, 현재는 "K"로 쓴다.

## 컴퓨터 기호
- ISO / IEC 8859-1 (Latin - 1)에 포함되어 있기 때문에, 서양에서는 8비트 문자 코드 환경에서도 사용할 수 있는 경우가 많다.
- 윗고리 기호 ˚의 대용으로 사용될 수 있다. (예. "å"대신 "a °")
- 한글 윈도우에선 문자표에서 불러올 수 있지만 한자키 조합으로 입력할 수 없다.

## 유사 기호
- U+00BA º masculine ordinal indicator (HTML: &#186; &ordm;)
- U+1D52 ᵒ modifier letter small o (HTML: &#7506;) (superscript letter o)
- U+02DA ˚ ring above (HTML: &#730;) (standalone)
  - U+030A ◌̊ combining ring above (HTML: &#778;) (applied to a letter)
  - U+0325 ◌̥ combining ring below (HTML: &#805;) (applied to a letter)
  - U+0366 ◌ͦ combining latin small letter o (HTML: &#870;) (applied to a letter)
- U+309C ゜ katakana-hiragana semi-voiced sound mark (HTML: &#12444;) (standalone)
  - U+309A ◌゚ combining katakana-hiragana semi-voiced sound mark (HTML: &#12442;) (applied to a letter)
  - (precomposed characters containing this mark also exists)
- U+18DE ᣞ canadian syllabics final small ring (HTML: &#6366;) (stand alone, typically representing either ⟨w⟩ or ⟨y⟩)
  - (precomposed characters containing this mark also exists)
- U+2070 ⁰ superscript zero (HTML: &#8304;)
  - U+2080 ₀ subscript zero (HTML: &#8320;)
- U+2218 ∘ ring operator (HTML: &#8728;)
- U+29B5 ⦵ circle with horizontal bar (HTML: &#10677;) (used in superscripted form, ⦵, to mean standard state (chemistry))
- U+1BC85 𛲅 duployan affix high circle (HTML: &#113797;)
  - U+1BC95 𛲕 duployan affix low circle (HTML: &#113813;)
- U+26AC ⚬ medium small white circle (HTML: &#9900;)

## 같이 보기
- 도 (각도)
- 변경자 문자 윗고리(˚)